# Chaplin (film)
Chaplin je britsko-americký životopisný dramatický film Richarda Attenborougha o životě Charlieho Chaplina, natočený v roce 1992.

## Obsazení
| Robert Downey Jr. | Charlie Chaplin               |
| Geraldine Chaplin | Hannah Chaplin                |
| Paul Rhys         | Sydney Chaplin                |
| John Thaw         | Fred Karno                    |
| Moira Kelly       | Hetty Kelly / Oona O'Neillová |
| Anthony Hopkins   | George Hayden                 |
| Dan Aykroyd       | Mack Sennett                  |
| Marisa Tomei      | Mabel Normand                 |
| Kevin Kline       | Douglas Fairbanks             |
| Milla Jovovich    | Mildred Harris                |

## Ocenění
| Cena         | Kategorie                                   | Příjemce                                            | Výsledek  |
| ------------ | ------------------------------------------- | --------------------------------------------------- | --------- |
| Oscar        | Nejlepší mužský herecký výkon               | Robert Downey Jr.                                   | nominace  |
| Oscar        | Nejlepší výprava a dekorace                 | Stuart Craig a Chris Butler                         | nominace  |
| Oscar        | Nejlepší hudba                              | John Barry                                          | nominace  |
| Zlatý glóbus | Nejlepší herec (drama)                      | Robert Downey Jr.                                   | nominace  |
| Zlatý glóbus | Nejlepší herečka ve vedlejší roli           | Geraldine Chaplin                                   | nominace  |
| Zlatý glóbus | Nejlepší hudba                              | John Barry                                          | nominace  |
| BAFTA        | Nejlepší mužský herecký výkon v hlavní roli | Robert Downey Jr.                                   | vítězství |
| BAFTA        | Nejlepší kostýmy                            | John Mollo a Ellen Mirojnick                        | nominace  |
| BAFTA        | Nejlepší masky a účesy                      | Wally Schneiderman, Jill Rockow a John Caglione Jr. | nominace  |
| BAFTA        | Nejlepší výpravu                            | Stuart Craig                                        | nominace  |